# Donje Točane
Donje Točane (izvirno srbsko Доње Точане) je naselje v Srbiji, ki upravno spada pod Občino Kuršumlija; slednja pa je del Topliškega upravnega okraja.

## Demografija
V naselju živi 108 polnoletnih prebivalcev, pri čemer je njihova povprečna starost 56,7 let (54,3 pri moških in 59,2 pri ženskah). Naselje ima 65 gospodinjstev, pri čemer je povprečno število članov na gospodinjstvo 1,88.
To naselje je popolnoma srbsko (glede na rezultate popisa iz leta 2002), a v času zadnjih treh popisov je opazno zmanjšanje števila prebivalcev.
|  |

| Demografija | Demografija     | Demografija     |
| Leto        | Št. prebivalcev | Št. prebivalcev |
| ----------- | --------------- | --------------- |
|             |                 |                 |
|             |                 |                 |
|             |                 |                 |
|             |                 |                 |
| 1948        | 960             |                 |
| 1953        | 927             |                 |
| 1961        | 753             |                 |
| 1971        | 475             |                 |
| 1981        | 308             |                 |
| 1991        | 203             | 203             |
| 2002        | 125             | 122             |
|             |                 |                 |

| Etnična sestava po popisu iz leta 2002 | Etnična sestava po popisu iz leta 2002 | Etnična sestava po popisu iz leta 2002 | Etnična sestava po popisu iz leta 2002 | Etnična sestava po popisu iz leta 2002 |
| -------------------------------------- | -------------------------------------- | -------------------------------------- | -------------------------------------- | -------------------------------------- |
| Srbi                                   | Srbi                                   |                                        | 122                                    | 100,0%                                 |
| Neznano                                | Neznano                                |                                        | 0                                      | 0,0%                                   |